# Canton de Vertus-Plaine Champenoise
Le canton de Vertus-Plaine Champenoise est une circonscription électorale française du département de la Marne.

## Histoire
Un nouveau découpage territorial de la Marne entre en vigueur à l'occasion des élections départementales de 2015. Il est défini par le décret du 21 février 2014, en application des lois du 17 mai 2013 (loi organique 2013-402 et loi 2013-403). Les conseillers départementaux sont, à compter de ces élections, élus au scrutin majoritaire binominal mixte. Les électeurs de chaque canton élisent au Conseil départemental, nouvelle appellation du Conseil général, deux membres de sexe différent, qui se présentent en binôme de candidats. Les conseillers départementaux sont élus pour 6 ans au scrutin binominal majoritaire à deux tours, l'accès au second tour nécessitant 12,5 % des inscrits au 1er tour. En outre la totalité des conseillers départementaux est renouvelée. Ce nouveau mode de scrutin nécessite un redécoupage des cantons dont le nombre est divisé par deux avec arrondi à l'unité impaire supérieure si ce nombre n'est pas entier impair, assorti de conditions de seuils minimaux. Dans la Marne, le nombre de cantons passe ainsi de 44 à 23.
Le canton de Vertus-Plaine Champenoise est formé de communes des anciens cantons d'Anglure (18 communes), de Fère-Champenoise (14 communes), d'Écury-sur-Coole (1 commune), de Vertus (22 communes), de Montmort-Lucy (1 commune), d'Avize (5 communes), de Sézanne (1 commune) et d'Esternay (1 commune). Avec ce redécoupage administratif, le territoire du canton s'affranchit des limites d'arrondissements, avec 40 communes incluses dans l'arrondissement d'Épernay et 23 dans celui de Châlons-en-Champagne. Le bureau centralisateur est situé à Vertus.

## Représentation
| Période élective | Période élective | Mandat | Mandat   | Identité         | Nuance | Nuance | Qualité                                                                                          |
| ---------------- | ---------------- | ------ | -------- | ---------------- | ------ | ------ | ------------------------------------------------------------------------------------------------ |
| 2015             | 2021             | 2015   | 2021     | Annie Coulon     |        | DVD    | Secrétaire de mairie, adjointe au maire d'Anglure                                                |
| 2015             | 2021             | 2015   | 2021     | Pascal Desautels |        | UDI    | Viticulteur, maire d'Oger Ancien conseiller général du Canton d'Avize (2004-2015)                |
| 2021             | 2028             | 2021   | en cours | Annie Coulon     |        | DVD    | Conseillère sortante                                                                             |
| 2021             | 2028             | 2021   | en cours | Pascal Desautels |        | UDI    | Conseiller sortant 11ème vice-président chargé du Service départemental d'Incendie et de Secours |

### Résultats détaillés

#### Élections de mars 2015
À l'issue du 1er tour des élections départementales de 2015, deux binômes sont en ballottage : Pascal Lorin et Céline Stephan (FN, 38,83 %) et Annie Coulon et Pascal Desautels (UDI, 30,74 %). Le taux de participation est de 53,71 % (9 374 votants sur 17 452 inscrits) contre 48,93 % au niveau départemental et 50,17 % au niveau national.
Au second tour, Annie Coulon et Pascal Desautels (UDI) sont élus avec 57,93 % des suffrages exprimés et un taux de participation de 53,65 % (5 070 voix pour 9 366 votants et 17 457 inscrits).

#### Élections de juin 2021
Le premier tour des élections départementales de 2021 est marqué par un très faible taux de participation (33,26 % au niveau national). Dans le canton de Vertus-Plaine Champenoise, ce taux de participation est de 34,62 % (6 022 votants sur 17 397 inscrits) contre 28,76 % au niveau départemental. À l'issue de ce premier tour, deux binômes sont en ballottage : Annie Coulon et Pascal Desautels (DVD, 56,22 %) et Sandrine Articlos et Jean-Louis Gouret (RN, 31,09 %).
Le second tour des élections est marqué une nouvelle fois par une abstention massive équivalente au premier tour. Les taux de participation sont de 34,36 % au niveau national, 29,32 % dans le département et 33,27 % dans le canton de Vertus-Plaine Champenoise. Annie Coulon et Pascal Desautels (DVD) sont élus avec 67,62 % des suffrages exprimés (3 679 voix pour 5 793 votants et 17 412 inscrits),,.

## Composition
Lors du redécoupage de 2014, le canton de Vertus-Plaine Champenoise comprenait soixante-trois communes entières.
À la suite de la création de la commune nouvelle de Blancs-Coteaux au 1er janvier 2017, le canton compte désormais soixante communes entières.
| Nom                                    | Code Insee | Intercommunalité                           | Superficie (km2) | Population (dernière pop. légale) | Densité (hab./km2) | Modifier                                    |
| -------------------------------------- | ---------- | ------------------------------------------ | ---------------- | --------------------------------- | ------------------ | ------------------------------------------- |
| Blancs-Coteaux (bureau centralisateur) | 51612      | CA Épernay, Coteaux et Plaine de Champagne | 65,81            | 3 120 (2022)                      | 47                 | modifier les données · modifier les données |
| Allemanche-Launay-et-Soyer             | 51004      | CC de Sézanne Sud-Ouest Marnais            | 15,24            | 118 (2022)                        | 7,7                | modifier les données · modifier les données |
| Anglure                                | 51009      | CC de Sézanne Sud-Ouest Marnais            | 8,05             | 789 (2022)                        | 98                 | modifier les données · modifier les données |
| Angluzelles-et-Courcelles              | 51010      | CC du Sud Marnais                          | 13,70            | 143 (2022)                        | 10                 | modifier les données · modifier les données |
| Athis                                  | 51018      | CA Épernay, Coteaux et Plaine de Champagne | 16,88            | 888 (2022)                        | 53                 | modifier les données · modifier les données |
| Bagneux                                | 51032      | CC de Sézanne Sud-Ouest Marnais            | 13,80            | 408 (2022)                        | 30                 | modifier les données · modifier les données |
| Bannes                                 | 51035      | CC du Sud Marnais                          | 23,33            | 248 (2022)                        | 11                 | modifier les données · modifier les données |
| Baudement                              | 51041      | CC de Sézanne Sud-Ouest Marnais            | 8,57             | 99 (2022)                         | 12                 | modifier les données · modifier les données |
| Bergères-lès-Vertus                    | 51049      | CA Épernay, Coteaux et Plaine de Champagne | 18,28            | 580 (2022)                        | 32                 | modifier les données · modifier les données |
| Broussy-le-Grand                       | 51090      | CC du Sud Marnais                          | 21,31            | 312 (2022)                        | 15                 | modifier les données · modifier les données |
| La Celle-sous-Chantemerle              | 51103      | CC de Sézanne Sud-Ouest Marnais            | 12,03            | 137 (2022)                        | 11                 | modifier les données · modifier les données |
| Chaintrix-Bierges                      | 51107      | CA Épernay, Coteaux et Plaine de Champagne | 10,31            | 344 (2022)                        | 33                 | modifier les données · modifier les données |
| Chaltrait                              | 51110      | CA Épernay, Coteaux et Plaine de Champagne | 6,69             | 60 (2022)                         | 9,0                | modifier les données · modifier les données |
| La Chapelle-Lasson                     | 51127      | CC de Sézanne Sud-Ouest Marnais            | 15,04            | 85 (2022)                         | 5,7                | modifier les données · modifier les données |
| Clamanges                              | 51154      | CA Épernay, Coteaux et Plaine de Champagne | 23,59            | 225 (2022)                        | 9,5                | modifier les données · modifier les données |
| Clesles                                | 51155      | CC de Sézanne Sud-Ouest Marnais            | 13,26            | 631 (2022)                        | 48                 | modifier les données · modifier les données |
| Conflans-sur-Seine                     | 51162      | CC de Sézanne Sud-Ouest Marnais            | 6,14             | 621 (2022)                        | 101                | modifier les données · modifier les données |
| Connantray-Vaurefroy                   | 51164      | CC du Sud Marnais                          | 28,83            | 137 (2022)                        | 4,8                | modifier les données · modifier les données |
| Connantre                              | 51165      | CC du Sud Marnais                          | 28,55            | 1 006 (2022)                      | 35                 | modifier les données · modifier les données |
| Corroy                                 | 51176      | CC du Sud Marnais                          | 19,97            | 149 (2022)                        | 7,5                | modifier les données · modifier les données |
| Courcemain                             | 51182      | CC de Sézanne Sud-Ouest Marnais            | 9,96             | 87 (2022)                         | 8,7                | modifier les données · modifier les données |
| Écury-le-Repos                         | 51226      | CA Épernay, Coteaux et Plaine de Champagne | 9,96             | 62 (2022)                         | 6,2                | modifier les données · modifier les données |
| Esclavolles-Lurey                      | 51234      | CC de Sézanne Sud-Ouest Marnais            | 9,47             | 644 (2022)                        | 68                 | modifier les données · modifier les données |
| Étréchy                                | 51239      | CA Épernay, Coteaux et Plaine de Champagne | 6,64             | 102 (2022)                        | 15                 | modifier les données · modifier les données |
| Euvy                                   | 51241      | CC du Sud Marnais                          | 14,43            | 79 (2022)                         | 5,5                | modifier les données · modifier les données |
| Faux-Fresnay                           | 51243      | CC du Sud Marnais                          | 27,26            | 330 (2022)                        | 12                 | modifier les données · modifier les données |
| Fère-Champenoise                       | 51248      | CC du Sud Marnais                          | 65,89            | 2 181 (2022)                      | 33                 | modifier les données · modifier les données |
| Germinon                               | 51268      | CA Épernay, Coteaux et Plaine de Champagne | 19,61            | 188 (2022)                        | 9,6                | modifier les données · modifier les données |
| Givry-lès-Loisy                        | 51273      | CA Épernay, Coteaux et Plaine de Champagne | 5,05             | 73 (2022)                         | 14                 | modifier les données · modifier les données |
| Gourgançon                             | 51276      | CC du Sud Marnais                          | 29,15            | 146 (2022)                        | 5,0                | modifier les données · modifier les données |
| Granges-sur-Aube                       | 51279      | CC de Sézanne Sud-Ouest Marnais            | 8,06             | 182 (2022)                        | 23                 | modifier les données · modifier les données |
| Loisy-en-Brie                          | 51327      | CA Épernay, Coteaux et Plaine de Champagne | 15,09            | 173 (2022)                        | 11                 | modifier les données · modifier les données |
| Marcilly-sur-Seine                     | 51343      | CC de Sézanne Sud-Ouest Marnais            | 10,01            | 627 (2022)                        | 63                 | modifier les données · modifier les données |
| Marigny                                | 51351      | CC du Sud Marnais                          | 11,73            | 115 (2022)                        | 9,8                | modifier les données · modifier les données |
| Marsangis                              | 51353      | CC de Sézanne Sud-Ouest Marnais            | 6,74             | 46 (2022)                         | 6,8                | modifier les données · modifier les données |
| Le Mesnil-sur-Oger                     | 51367      | CA Épernay, Coteaux et Plaine de Champagne | 7,91             | 1 001 (2022)                      | 127                | modifier les données · modifier les données |
| Moslins                                | 51387      | CA Épernay, Coteaux et Plaine de Champagne | 11,72            | 285 (2022)                        | 24                 | modifier les données · modifier les données |
| Ognes                                  | 51412      | CC du Sud Marnais                          | 7,79             | 60 (2022)                         | 7,7                | modifier les données · modifier les données |
| Pierre-Morains                         | 51430      | CA Épernay, Coteaux et Plaine de Champagne | 13,44            | 92 (2022)                         | 6,8                | modifier les données · modifier les données |
| Pleurs                                 | 51432      | CC du Sud Marnais                          | 16,72            | 826 (2022)                        | 49                 | modifier les données · modifier les données |
| Pocancy                                | 51435      | CA Épernay, Coteaux et Plaine de Champagne | 26,93            | 177 (2022)                        | 6,6                | modifier les données · modifier les données |
| Potangis                               | 51443      | CC de Sézanne Sud-Ouest Marnais            | 8,87             | 115 (2022)                        | 13                 | modifier les données · modifier les données |
| Rouffy                                 | 51469      | CA Épernay, Coteaux et Plaine de Champagne | 5,69             | 110 (2022)                        | 19                 | modifier les données · modifier les données |
| Saint-Just-Sauvage                     | 51492      | CC de Sézanne Sud-Ouest Marnais            | 17,74            | 1 425 (2022)                      | 80                 | modifier les données · modifier les données |
| Saint-Mard-lès-Rouffy                  | 51499      | CA Épernay, Coteaux et Plaine de Champagne | 6,90             | 152 (2022)                        | 22                 | modifier les données · modifier les données |
| Saint-Quentin-le-Verger                | 51511      | CC de Sézanne Sud-Ouest Marnais            | 10,63            | 112 (2022)                        | 11                 | modifier les données · modifier les données |
| Saint-Saturnin                         | 51516      | CC de Sézanne Sud-Ouest Marnais            | 7,96             | 48 (2022)                         | 6,0                | modifier les données · modifier les données |
| Saron-sur-Aube                         | 51524      | CC de Sézanne Sud-Ouest Marnais            | 16,43            | 270 (2022)                        | 16                 | modifier les données · modifier les données |
| Soulières                              | 51558      | CA Épernay, Coteaux et Plaine de Champagne | 6,04             | 141 (2022)                        | 23                 | modifier les données · modifier les données |
| Thaas                                  | 51565      | CC du Sud Marnais                          | 10,47            | 102 (2022)                        | 9,7                | modifier les données · modifier les données |
| Trécon                                 | 51578      | CA Épernay, Coteaux et Plaine de Champagne | 12,45            | 87 (2022)                         | 7,0                | modifier les données · modifier les données |
| Val-des-Marais                         | 51158      | CA Épernay, Coteaux et Plaine de Champagne | 39,85            | 561 (2022)                        | 14                 | modifier les données · modifier les données |
| Vélye                                  | 51603      | CA Épernay, Coteaux et Plaine de Champagne | 10,68            | 227 (2022)                        | 21                 | modifier les données · modifier les données |
| Vert-Toulon                            | 51611      | CA Épernay, Coteaux et Plaine de Champagne | 22,04            | 285 (2022)                        | 13                 | modifier les données · modifier les données |
| Villeneuve-Renneville-Chevigny         | 51627      | CA Épernay, Coteaux et Plaine de Champagne | 17,17            | 325 (2022)                        | 19                 | modifier les données · modifier les données |
| Villers-aux-Bois                       | 51630      | CA Épernay, Coteaux et Plaine de Champagne | 5,11             | 321 (2022)                        | 63                 | modifier les données · modifier les données |
| Villeseneux                            | 51638      | CA Épernay, Coteaux et Plaine de Champagne | 25,86            | 201 (2022)                        | 7,8                | modifier les données · modifier les données |
| Villiers-aux-Corneilles                | 51642      | CC de Sézanne Sud-Ouest Marnais            | 5,88             | 113 (2022)                        | 19                 | modifier les données · modifier les données |
| Vouarces                               | 51652      | CC de Sézanne Sud-Ouest Marnais            | 5,96             | 61 (2022)                         | 10                 | modifier les données · modifier les données |
| Vouzy                                  | 51655      | CA Épernay, Coteaux et Plaine de Champagne | 9,44             | 296 (2022)                        | 31                 | modifier les données · modifier les données |
| Canton de Vertus-Plaine Champenoise    | 5122       |                                            | 948,11           | 22 528 (2022)                     | 24                 | modifier les données                        |

## Démographie
En 2022, le canton comptait 22 528 habitants, en évolution de −3,91 % par rapport à 2016 (Marne : −1,19 %, France hors Mayotte : +2,11 %).
| 2013   | 2018   | 2022   |
| ------ | ------ | ------ |
| 23 731 | 23 021 | 22 528 |